# Pontiac Executive
Pontiac Executive — полноразмерный автомобиль, выпускавшийся с 1967 по 1970 год подразделением Pontiac компании General Motors. 

## Описание
Впервые Pontiac Executive был представлен в 1966 году в роли преемника Pontiac Star Chief. На протяжении 1966 года автомобили назывались Star Chief Executive. Модели Executive отличались более роскошной отделкой, более стандартными удобствами и более длинной колёсной базой и общей длиной, чем более дешёвые модели Catalina, но не были такими «роскошными», как Bonneville.
Практически Executive был идентичен Catalina, разделяя аналогичные стандартные и опциональные двигатели V8, начиная с базового 400 CID V8 с двухкамерным карбюратором мощностью 265 л. с. (198 кВт) и заканчивая двигателем 428 CID HO V8 мощностью 390 л. с., который устанавливался до 1969 года, и более крупным 455 CID V8 мощностью 370 л. с. (276 кВт), который устанавливался до 1970 года. Двигатели сочетались в паре с трёх- или четырёхступенчатой механической трансмиссией. Тем не менее, 98% Executive оснащались четырёхступенчатой автоматической трансмиссией.
Pontiac Executive выпускался в кузовах четырёхдверный хардтоп, двухдверный хардтоп, четырёхдверный седан и четырёхдверный универсал. Универсалы Executive Safari отличались от универсалов Catalina и Bonneville Safari тем, что имели обшивку из имитации дерева. Executive не выпускался в кузове кабриолет.
На протяжении всего производства Pontiac Executive был малосерийным полноразмерным автомобилем Pontiac. В 1971 году его преемником стал Pontiac Bonneville.

## Производственные показатели
|      | Всего  |
| ---- | ------ |
| 1967 | 35,491 |
| 1968 | 32,597 |
| 1969 | 25,845 |
| 1970 | 21,936 |

## Галерея
- 1966 Pontiac Star Chief Executive
- 1967 Pontiac Executive
- 1968 Pontiac Executive